# 上原元秀
上原 元秀（うえはら もとひで）は、室町時代中期から後期にかけての武将。細川京兆家の家宰。

## 出自
丹波上原氏は元々は信濃国に根拠を持ち、神官として諏訪大社の大祝も務めた諏訪氏の支族で、諏訪敦家の子・五郎敦成が同国上原に移住して上原姓を称したことに始まる。
上原敦成の子・上原九郎成政（景正）が建久4年（1193年）丹波国に移住し、何鹿郡物部、並びに西保地頭職を拝領し土着した。またその際に成政は諏訪明神の分霊を祀って氏神とし、領内の各所に諏訪神社を創設し祀らせた。細川頼之に仕えた上原成基の代には細川家の合議機関である「内衆」に名を連ねるなど台頭を見せた。
たびたび書状の上で物部姓を名乗ったが、系図の上では関連性が見いだせないので、物部は地名から取られたものと思われる。

## 概要

### 急台頭
細川京兆家の内衆の一人、上原賢家の次男として丹波に生まれる。文明14年（1482年）に丹波守護代内藤元貞が罷免されると、父賢家が50年以上にわたって丹波守護代を補任されてきた内藤氏に代わって丹波守護代に任じられる。上原氏の守護代就任はこれが初めてのことであった。上原氏の権力が増す中で元秀も急速に出世し、文明17年（1485年）には父に代わって守護代に就任していたようで、波多野清秀へ丹波守護代として書状を発給している。
文明18年（1486年）7月25日の細川政元の管領就任の際には、薬師寺元長、安富元家と共に3人で伴衆として随伴している。長享元年（1487年）に行われた六角高頼征伐（長享の乱）では安富元家、父賢家と共に先鋒として近江に出陣し、同年9月に政元が9代将軍足利義尚に拝謁する際にも伴の6人衆の中に賢家・元秀父子は数えられている。
上原氏の出世の背景には、豊富な資金力で細川家への積極的な経済支援をしたことが挙げられ、延徳元年（1489年）6月10日には政元主催の和歌会を自らの邸宅で開催し、延徳2年（1490年）6月5日での政元邸での観世能の開催にも尽力し、また延徳3年（1491年）の政元の富士一見のための東国への出立費用に2万疋を用立てるなど、様々な面で資金援助を惜しまなかった。
他にも政元側近として京の治安維持活動を行って功があり、延徳元年（1489年）6月12日には京で「天下夜盗之長」と呼ばれるなど悪名高かった小河四郎左衛門を家臣が討ち取り、延徳2年（1490年）11月24日にも、夜盗を行うなどして京の治安を乱していた悪党9人を、相国寺の東方に討ち入った元秀の家人が討ち取っている。

### 位田の乱
しかし上原氏の金策の裏側では、領国で久我家や鷹司家ら公家の荘園や寺社領から代官を廃して自らを代官と称し不当に収入を横領したり、在地の旧内藤家臣の地頭職などの中間搾取層の権限を剥奪して、自身に権力と金を集中させようとするなど横暴な政策が執られており、上原父子に対する不満が高まっていた。延徳元年（1489年）には位田晴定、荻野氏 ・大槻氏・須知氏らが現地の牢人らと共に「上原親子への訴訟」と称して謀反を起こし、位田城に立てこもる位田の乱が勃発した。
この一揆は大規模なもので、元秀は鎮圧を父に一任し、さらに細川家に応援を要請、年を跨いだ延徳2年（1490年）7月3日には但馬国、摂津国、備州など13か国から集められた大軍をもって鎮圧を図り、須知氏などを討ち位田城に迫るが、位田城だけは陥落させることが出来ず、逆に攻め手方に数百人の死者が出るなど苦戦を強いられた。結局、一揆の大部分を叩いたものの短期での完全な鎮圧には至らず、軍はそれぞれ国へと戻ってしまう。
同年11月10日には一揆側自ら位田城に放火して一度野に下り身を隠したが、翌延徳3年（1491年）には一揆軍が再起して位田城など含めた7つの城を占拠し上原軍と位田城に籠る荻野・大槻両氏の間の抗争は泥沼化し、明応元年（1492年）に位田城が陥落し、荻野一族ら一揆の首謀者たちが自害するまで決着を見なかった。

### 絶頂と没落
そうした丹波領内での抗争が続く中でも、元秀は政元の寵臣としてさらに権勢を強め、明応2年（1493年）の明応の政変では急進派の一人として河内国の畠山基家と接触して10代将軍足利義材廃立を強く推し、同年4月25日には義材と畠山政長を安富元家と共に2万の軍勢で責め立て政長を自害に追い込み、さらには将軍義材、腹心の権大納言葉室光忠を生け捕りにするという大功を挙げて、4月29日には葉室光忠を処刑した。5月2日には捕縛した義材を伴って一時京へと帰還し、義材の身柄は以後龍安寺を経て元秀邸に移された。また同日に、光忠の叔父であった妙法院の僧正を初めとした義材の側近である奉公衆桃井某ら30人余りが放逐され、政治的に失脚し遁世を余儀なくされた。なお、足利義材は、神保長誠らの手によって元秀邸を脱出して越中国へ落ち、越中公方として影響力を残すこととなった。
河内に残る政長家臣らも、ほとんどが元秀と安富元家によって討伐され、元秀は政変において大きな役割を成した。政元は元秀の挙げた功績を高く評価し、細川姓を与えて細川一門に加えるという方針を一族や家臣達に披露したが、猛反対に遭って撤回させられている。同年9月10日には落ち延びていた畠山政長の子・尚順の家臣である遊佐某と婚姻関係にあった住吉大社の神主である津守国則に尚順を匿った疑いをかけ、住吉大社に放火して国則を追放した。
しかしこれらの大功によって、さらに上原氏の被官たちは驕り高ぶり、他の細川被官との刃傷沙汰に及ぶなど問題行動をたびたび起こした。同年10月、ついには元秀本人が長塩弥六と喧嘩の末に抜刀し、長塩は元秀に斬られ即死し、元秀も重傷を負った。
その傷は一向に癒えず悪化の一途をたどり、明応2年（1493年）11月18日に死亡した。元秀は死に際して、それまで不当に横領していた公家領などを返還し、また先の政変で津守国則にかけた疑惑を「恐らくは誤りだった」と撤回して、1万疋を送付し謝意を示した上で帰参を許すなどしている。